# Joyce Brothers
Joyce Diane Brothers (20 de octubre de 1927-Fort Lee, 13 de mayo de 2013) fue una psicóloga, personalidad de televisión y columnista estadounidense, quien escribió columnas de consejos de prensa escrita diaria de 1960 a 2013.

## Biografía
Brothers se hizo famosa a finales de 1955 al ganar el concurso The $64,000 Question, en la que aparecía como una experta en el tema del boxeo. Originalmente, no había planeado tener al boxeo como su tema, pero los patrocinadores le sugirieron, y ella aceptó. Lectora voraz, estudió todos los libros de referencia al boxeo que pudo encontrar, y más tarde dijo a los periodistas que gracias a su buena memoria fue como asimiló tanto material y respondió a las preguntas más difíciles. En 1959, las denuncias de que los concursos fueron manipulados, debido a la controversia de Charles Van Doren en la demostración del concurso Twenty One, comenzaron a aparecer y se agitó la controversia. A pesar de estas afirmaciones, Brothers insistió en que nunca había hecho trampa, ni había recibido nunca ninguna respuesta a las preguntas de antemano. Las investigaciones posteriores sugirieron que había ganado honradamente.
Richard N. Goodwin, el jefe de la investigación de los escándalos de concursos, escribió sobre cómo se cuestionó a Brothers y cuando ella se puso a llorar, decidió no seguir adelante con las nuevas investigaciones sobre sus acciones en el concurso de televisión. Tras su éxito en The $64,000 Question ganó la oportunidad de ser la comentarista de la CBS durante el combate de boxeo entre Carmen Basilio y Sugar Ray Robinson. Se dice que fue la primera mujer en ser comentarista de boxeo.
Brothers murió a los 85 años de edad en su casa en Fort Lee el 13 de mayo de 2013 por insuficiencia respiratoria. Le sobreviven su hermana Elaine Goldsmith, su hija Lisa Brothers Arbisser, cuatro nietos y dos bisnietos.